# Populonia curvata
Populonia curvata är en insektsart som först beskrevs av Melichar 1908.  Populonia curvata ingår i släktet Populonia och familjen Caliscelidae. Inga underarter finns listade i Catalogue of Life.